# Stephanorhinus
Stephanorhinus je rod vyhynulého nosorožce, který žil v severní Eurasii v období pleistocénu. Byla to o dvourohá zvířata, vážící i přes 3000 kilogramů. Nosorožci rodu Stephanorhinus dorůstali výšky 1,8 až 2 metry a délky až 4 metry. Velikostně se podobali současnému nosorožci tuponosému

## Druhy
V pozdním plesitocénu žily v Eurasii dva druhy rodu. Stephanorhinus kirchbergensis a Stephanorhinus hemitoechus. Oba druhy se mohly vyvinout z nosorožce Stepahnorhinus etruscus. Zda do stejné vývojové větve patří také druh Stephanorhinus hundsheimensis není jisté. Tento nosorožec, který žil v časném a středním pleistocénu mohl být potomek pliocenního druhu Stephanorhinus jeanvireti. S. hundsheimensis vyhynul před 600.000 lety. V literatuře se uvádí, že hlavní příčinou jeho vymizení byl příchod S. kirchbergensis a S. hemitoechus do Evropy. 

## Galerie

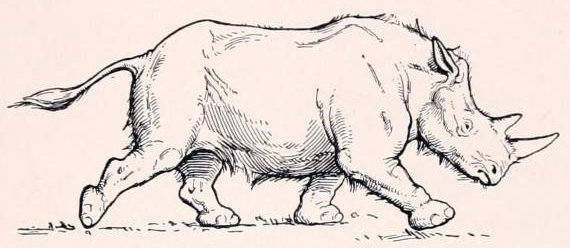
Kresebná rekonstrukce S. kirchbergensis
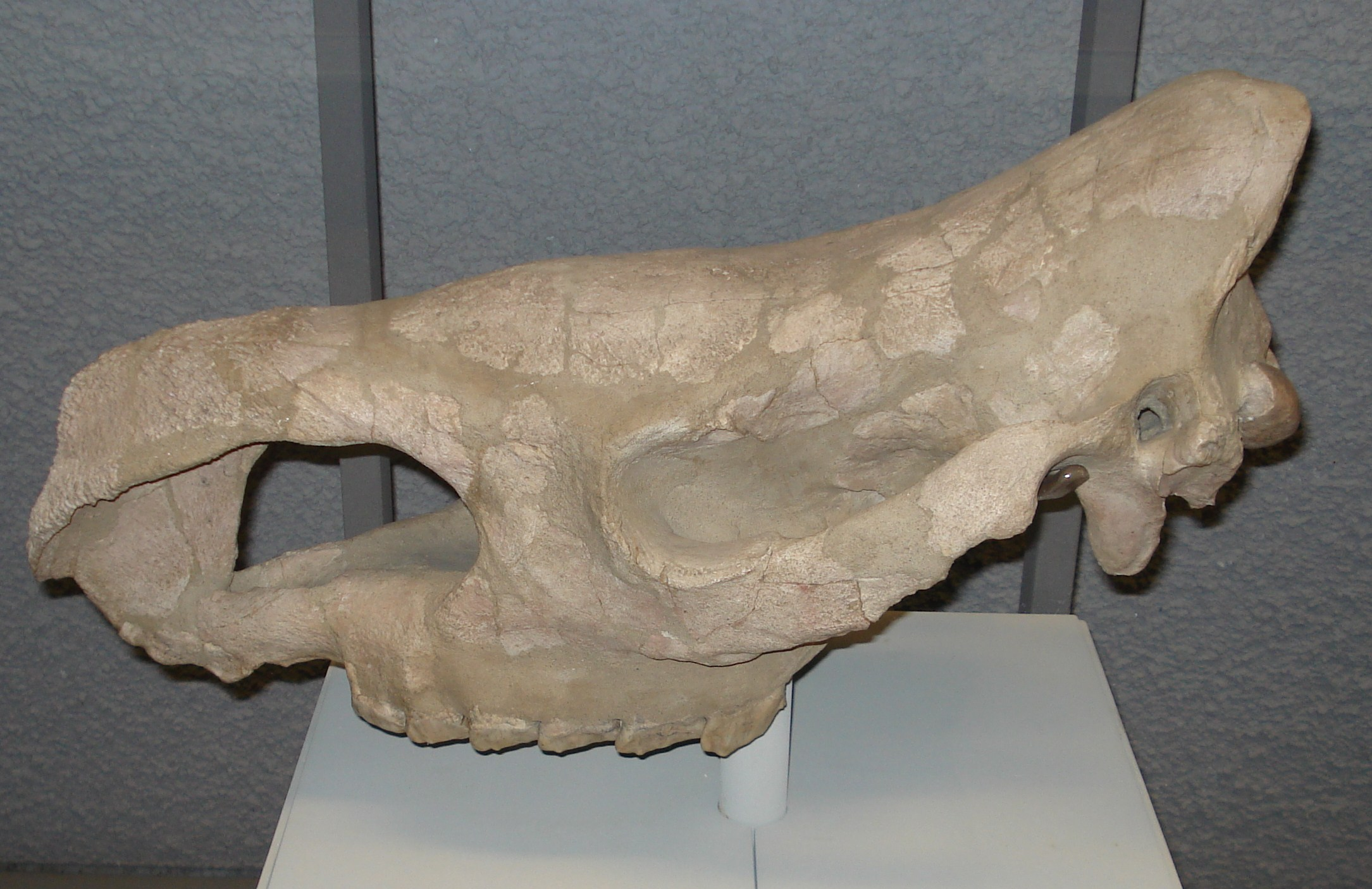
Lebka S. etruscus
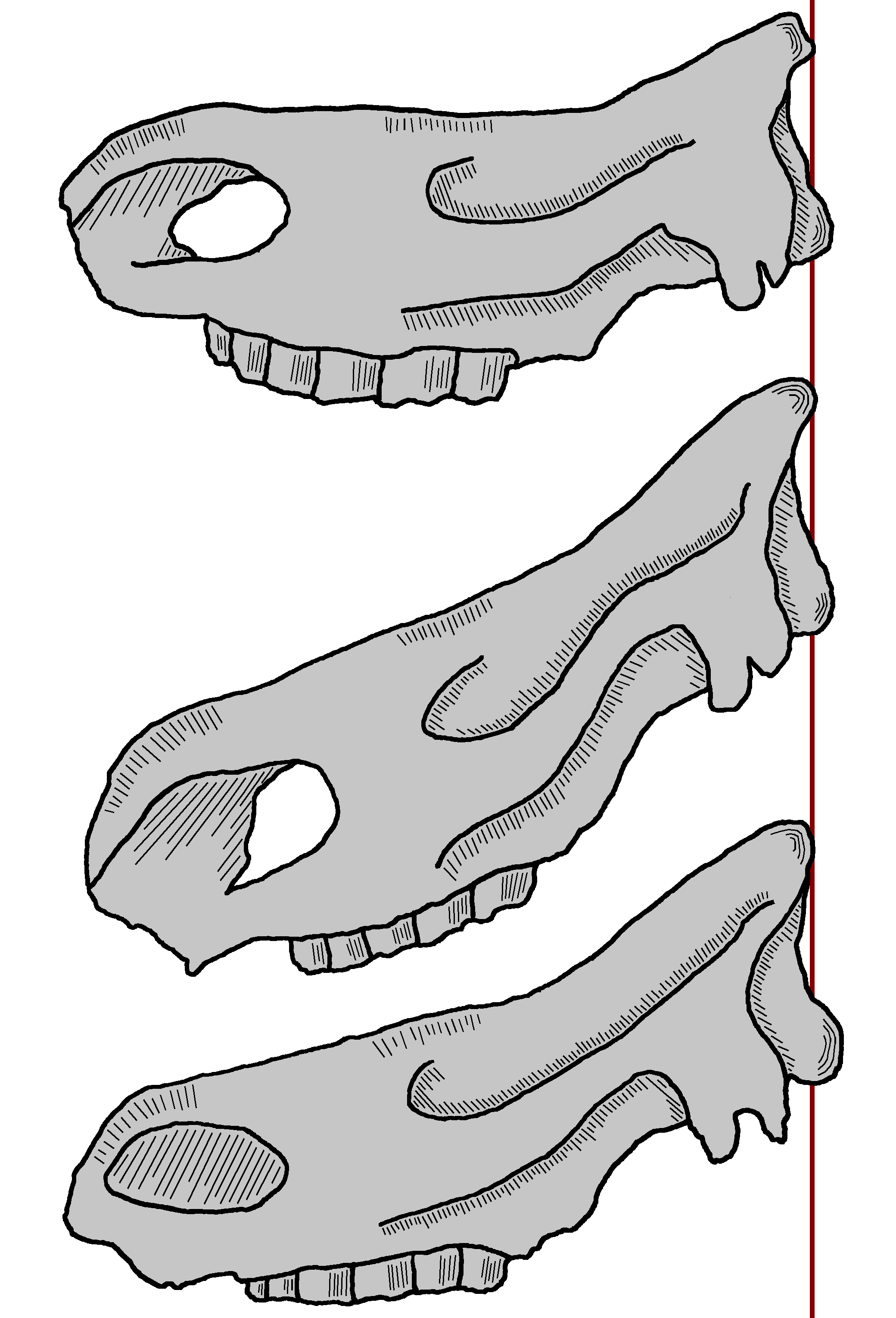
Srovnání lebek S. kirchbergensis (nahoře), S. hemiotechus (uprostřed) a nosorožce srstnatého
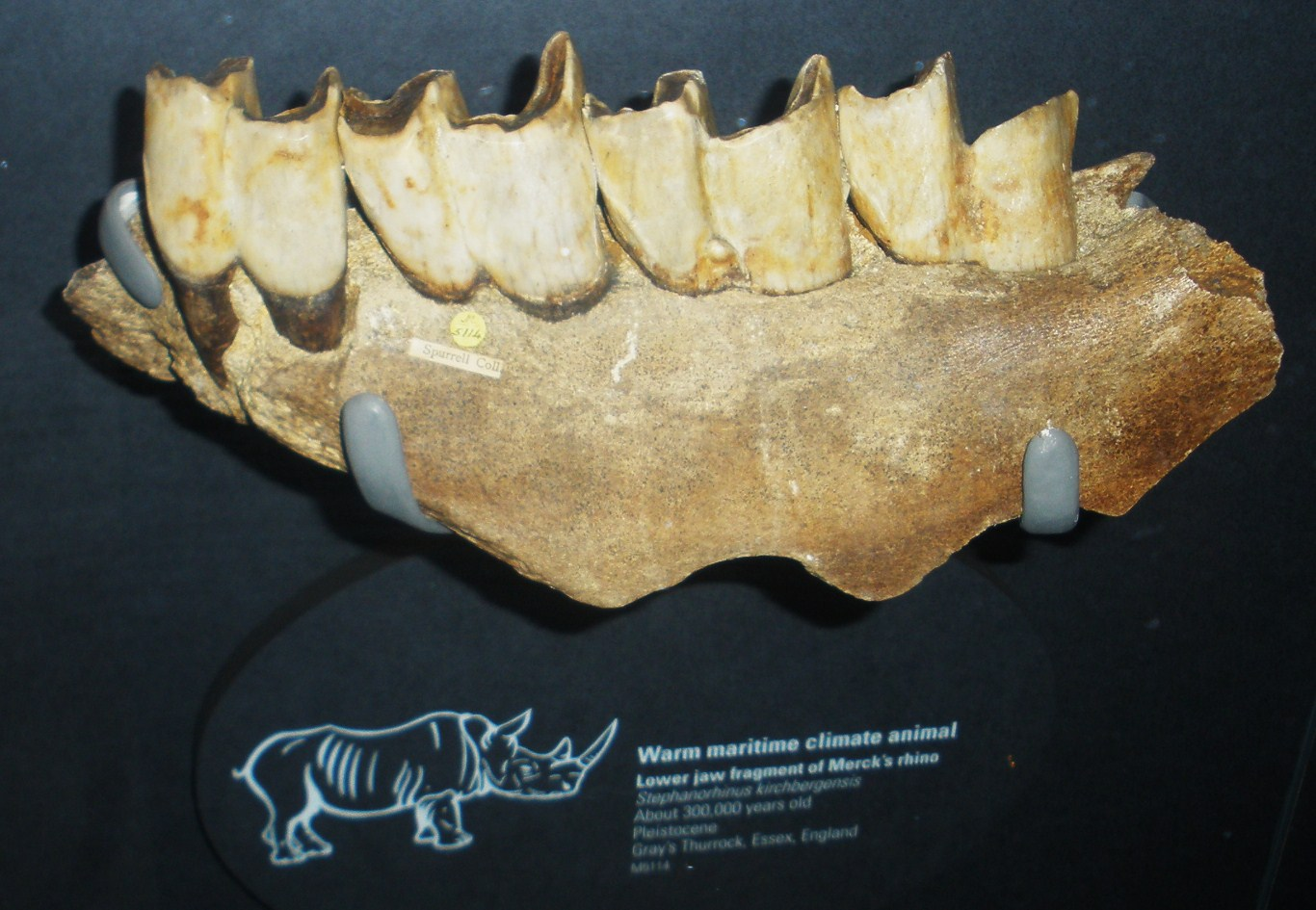
Spodní čelist S. kirchbergensis